# Sebastian Schrempp
Sebastian Schrempp (geboren 1978 in Freiburg im Breisgau) ist ein deutscher Kommunalpolitiker (CDU). Seit dem 1. März 2008 ist er Oberbürgermeister der Stadt Rheinstetten.

## Leben
Schrempp wuchs in Rheinstetten auf. Er studierte technische Volkswirtschaftslehre an der Universität Karlsruhe. Anschließend arbeitete er als Personalentwickler.
Schrempp war ab 1996 zunächst Mitglied des Jugendgemeinderates in Rheinstetten. 1999 wurde er als erster Vorsitzender der Freien Wählervereinigung Junge Alternative Rheinstetten e.V. Mitglied des Stadtrates Rheinstetten. Bei der Kommunalwahl 2004 wurde er mit den meisten Stimmen in den Stadtrat gewählt und wirkte fortan als stellvertretender Fraktionsvorsitzender und finanzpolitischer Sprecher in der CDU-Fraktion. Im Jahr 2007 trat er zur Oberbürgermeisterwahl in Rheinstetten an. Am 2. Dezember 2007 gewann er die Wahl mit 58,8 Prozent der Stimmen gegen den Amtsinhaber Gerhard Dietz und trat sein Amt zum 1. März 2008 an.
Bei der Kreistagswahl 2009 zog er auf der Liste der CDU in den Kreistag ein, bei der Kreistagswahl im Jahr 2014 wurde er erneut in das Gremium entsandt und jeweils über den Kreistag zum Regionalrat der Region Mittlerer Oberrhein gewählt.
Am 6. Dezember 2015 wurde er mit 95,32 Prozent der Wählerstimmen für weitere acht Jahre zum Oberbürgermeister der Stadt Rheinstetten gewählt.
Seit 2017 vertritt Schrempp in seiner Funktion als Bezirksvorsitzender der Kommunalpolitischen Vereinigung (CDU) und Mitglied im Landesvorstand Baden-Württemberg mehrere tausend CDU-Kommunalpolitiker in Nordbaden.
Bei der Kreistagswahl 2019 erhielt er mit 15.069 Stimmen die meisten Stimmen aller Bewerber im Landkreis Karlsruhe. Im Jahr 2019 wurde Schrempp zum Fraktionsvorsitzenden der CDU-Fraktion im Regionalverband Mittlerer Oberrhein gewählt.
Am 3. Dezember 2023 wurde Schrempp mit 73,3 Prozent der Stimmen für eine dritte Amtszeit als Oberbürgermeister wiedergewählt.
Schrempp ist verheiratet und Vater von drei Kindern.